# Eritrichium tschuktschorum
Eritrichium tschuktschorum là loài thực vật có hoa trong họ Mồ hôi. Loài này được Yurtsev & V.V.Petrovsky mô tả khoa học đầu tiên năm 1980.